# كلخ حلزوني
الكلخ الحلزوني (باللاتينية: Ferula biverticillata) نوع نباتي يتبع جنس الكلخ من الفصيلة الخيمية.

## الموئل والانتشار
النبات واطن في بلاد الشام.